# Вовнянка
Вовнянка (укр. Вовнянка) — село,
Вовнянский сельский совет,
Миргородский район,
Полтавская область,
Украина.
Код КОАТУУ — 5323281201. Население по переписи 2001 года составляло 456 человек.
Село указано на подробной карте Российской Империи и близлежащих заграничных владений 1816 года как хутор Овнинка
Является административным центром Вовнянского сельского совета, в который не входят другие населённые пункты.

## Географическое положение
Село Вовнянка находится на берегу реки Вовнянка,
выше по течению на расстоянии в 2,5 км расположено село Широкая Долина (Великобагачанский район),
ниже по течению на расстоянии в 1,5 км расположено село Марьянское (Великобагачанский район).
Рядом проходит автомобильная дорога Т-1710.

## Экономика
- Молочно-товарная ферма.
- «Лан», ЧП.

## Объекты социальной сферы
- Школа І—ІІ ст. (в настоящее время закрыта)

## Экология
- В 2-х км от села расположен Миргородский аэродром.